# 1520 mm-es nyomtávolság

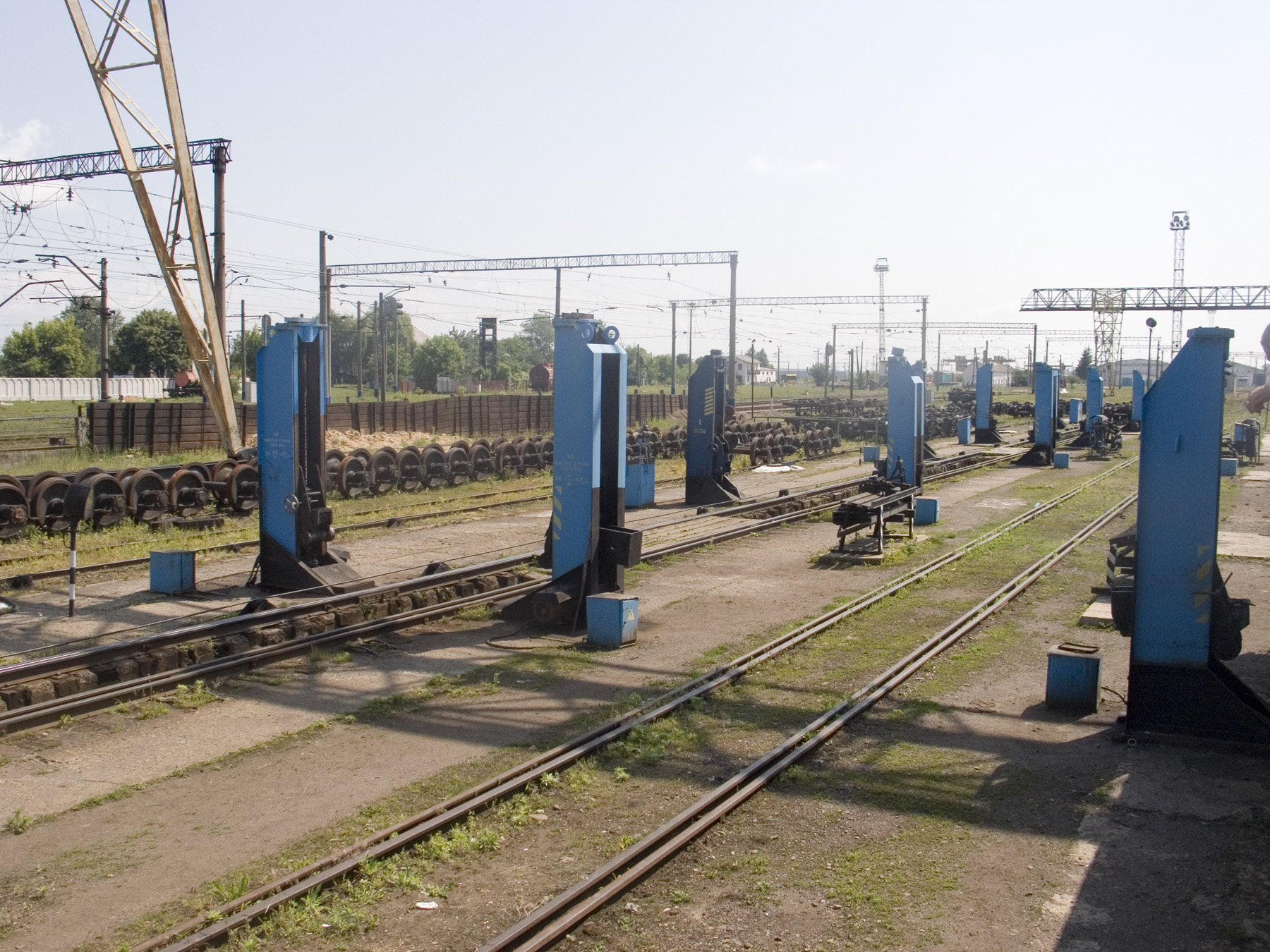
Tengelyátszerelő a magyar–ukrán határon

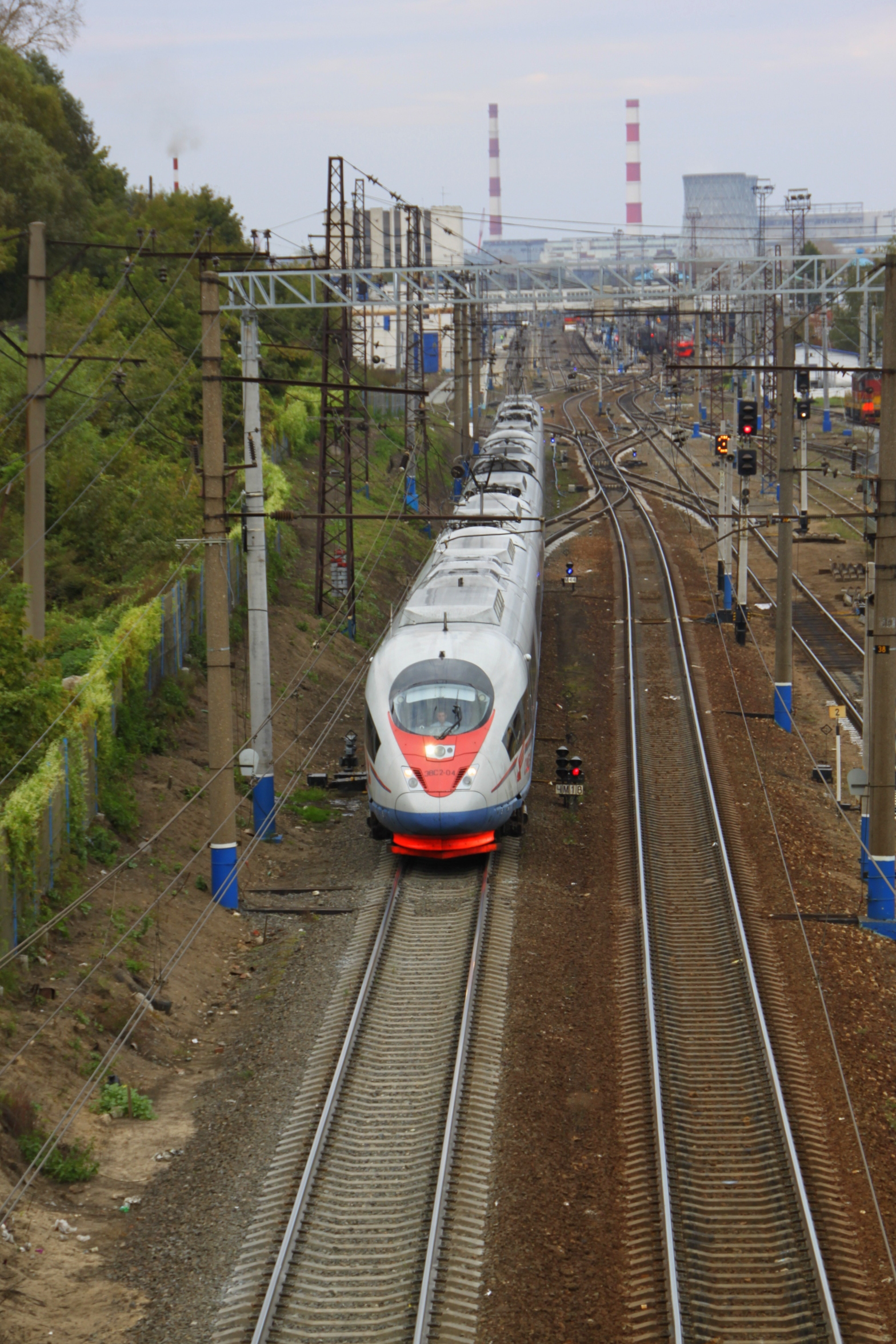
Szapszan széles nyomtávolságú nagysebességű szerelvény

Az 1520 mm-es nyomtávolság (ismert még mint orosz nyomtávolság vagy röviden csak széles nyomtávolság (helytelenül)) egy vasúti nyomtávolság, melynél a két sínszál távolsága 1520 mm-re (4 láb 11 27⁄34 hüvelyk) található egymástól.
Ez a világon a második legnagyobb hosszúságban alkalmazott nyomtávolság, az európai normál nyomtávolság után. Továbbá ez a nyomtávolság a második leggyakrabban alkalmazott nagysebességű vasúti nyomtávolság is, a világ nagysebességű vasútjával rendelkező 22 ország közül Oroszország, Finnország és Üzbegisztán alkalmazza ezt a szélesebb nyomtávolságot.
A szélesebb nyomtávolság lehetővé teszi a nagyobb űrszelvényt, továbbá a széles nyomtávolságú vasútvonalakon nagyobb a megengedett tengelyterhelés is.
A széles és a normál nyomtávolságú vasutak találkozásánál az árukat át kell rakodni vagy pedig a tengelyeket át kell szerelni. A Berlinből Moszkvába közlekedő nemzetközi vonat nyomtávváltásra is alkalmas Talgo-kocsikból áll, így elég a két vasút találkozásánál egy nyomtávváltó berendezés is.

## Alkalmazása
1520 mm-es nyomtávolságot alkalmaz Oroszország, a volt szovjet utódállamok, Finnország és Mongólia. A világ vasúthálózatának 225 000 km-e széles nyomtávolságú.
Az országos vasúthálózatokon kívül metró- és villamosvonalak is épültek 1520 mm-es nyomtávolsággal.
A világ leghosszabb vasútvonala, a Transzszibériai vasútvonal szintén széles nyomtávolsággal épült meg.

## 1520-1524 mm
A nyomtávolság eredetileg 1524 mm volt, de az 1960-as évek végén a szelvényt újraszabályozták 1520 mm-re (4 láb 11 27⁄32 hüvelyk) a Szovjetunióban. Ezzel egyidejűleg szigorították a tűréseket. Mivel a gördülőállomány futóművei (kerékpárjai) változatlanok maradtak, az eredmény megnövekedett sebességet és stabilitást eredményezett. A megtérésre 1970 és az 1990-es évek eleje között került sor.
Finnországban a Finn Államvasutak megtartotta az 1524 mm (5 láb) eredeti definícióját, annak ellenére, hogy ők is hasonló módon szigorították a tűréseket (A tolerancia szorosabb, mint a Szovjetunióban).
A másik balti nemzet, Észtország a nyomtávot szintén 1524 mm-re határozta meg, hogy megfeleljen a finn nyomtávnak a szovjet megszállás és az 1991. évi annektálás után. Az újrafogalmazás nem azt jelentette, hogy Észtország összes vasútját azonnal megváltoztatták. Inkább szabálymódosítás volt, hogy az összes felújított régi vágányt és új vasutat innentől kezdve 1524 mm nyomtávolságban alakítsák ki.